# Frederik van Sierck
Frederik van Sierck (gestorven op 20 juli 1322) was bisschop van Utrecht van 1317 tot 1322.
Frederik van Sierck was de beschermeling van graaf Willem III van Holland, die hem tot bisschop van Utrecht benoemd wist te krijgen. Daarmee kon de graaf zijn invloed in het Sticht uitbreiden. Dit leidde tot wrijving met de Stichtse adel en met domproost Floris van Jutphaas, die een einde wilde maken aan de Hollandse invloed. Floris won een proces over de afbakening van de rechtspraak tussen de bisschop en de domproost. 
Tijdens het episcopaat van Frederik van Sierck werd begonnen met de bouw van de Domtoren. De theorie dat de bisschop behoefte had aan een sterke verdedigingstoren waarin hij zich in tijden van nood zou kunnen terugtrekken, wordt niet door iedereen geaccepteerd. 
Frederik van Sierck werd begraven in de naar hem vernoemde kapel in de Domkerk.